# Джорни, Аурелио
Аурелио Джорни (итал. Aurelio Giorni; 15 сентября 1895, Перуджа — 23 сентября 1938, Питсфилд, штат Массачусетс) — американский пианист и композитор итальянского происхождения.
С 1917 г. концертировал как солист. Нью-Йоркская критика отмечала у него «особый дар отточенного ритма, уверенную фразировку и напевный тон». Токката Джованни Сгамбати записана им в том же 1917 г. С 1919 г. и до роспуска коллектива в 1934 г. играл также в составе Элшуко-трио.
В композиторском наследии Джорни — симфония (1936), симфоническая поэма «Orlando Furioso» (1926), концертная симфония для фортепиано с оркестром, фортепианный квинтет (1926), фортепианный квартет (1927), струнный квартет (1934), фортепианное трио (1936), сонаты для скрипки и альта (1917), для скрипки и фортепиано (1924), для флейты и фортепиано (1932), для кларнета и фортепиано, Двадцать четыре этюда для фортепиано и др.
Канадский композитор и музыковед Эллиот Вайсгарбер написал мемуарно-биографическую книгу о Джорни под названием «Прогулка под гору: В поисках судьбы и характера, времён и мест забытого гения Аурелио Джорни» (англ. A Walk From the Mountain: A Search for the Life and Character, the Times and Places of a Lost Genius Aurelio Giorni), которая осталась неопубликованной и находится в его архиве в Университете Британской Колумбии.
Погиб в результате урагана в Новой Англии (1938).